# Kakavadzor
Kakavadzor (in armeno Կաքավաձոր?, anche chiamato Kak'avadzor e Kaqavadzor; precedentemente Yeshil e Yashil) è un comune dell'Armenia di 1 012 abitanti (2001) della provincia di Aragatsotn.